# مسرحية تانيا
مسرحية تانيا مسرحية كويتية تم عرضها شهر فبراير سنة 2015 شارك فيها العديد من الفنانين منهم :
هيا عبد السلام
فؤاد علي
يوسف الحشاش
فرح الصراف
بدر الشعيبي
وغيرهم .

## فكرة المسرحية
مسرحية تانيا مسرحية تتكلم عن عادات الصين ولباسهم ولقد عرضت الكثير من البس وطريقة الشعر وطريقة التعامل التي همست للكثير من الناس للذهاب إلى المسرحية التي ادهشت الناس بالديكور والباس وطريقة التمثيل الذي حقق نجاحا كبيرا وتم تكريم المخرج يوسف الحشاش على جهده وتعبه .

## وصلات خارجية
- "مسرحية تانيا 2015 - طاقم العمل , فيديوهات , صور , نقد فني - السينما.كوم". مؤرشف من الأصل في 2016-04-06.